# Jess Walter

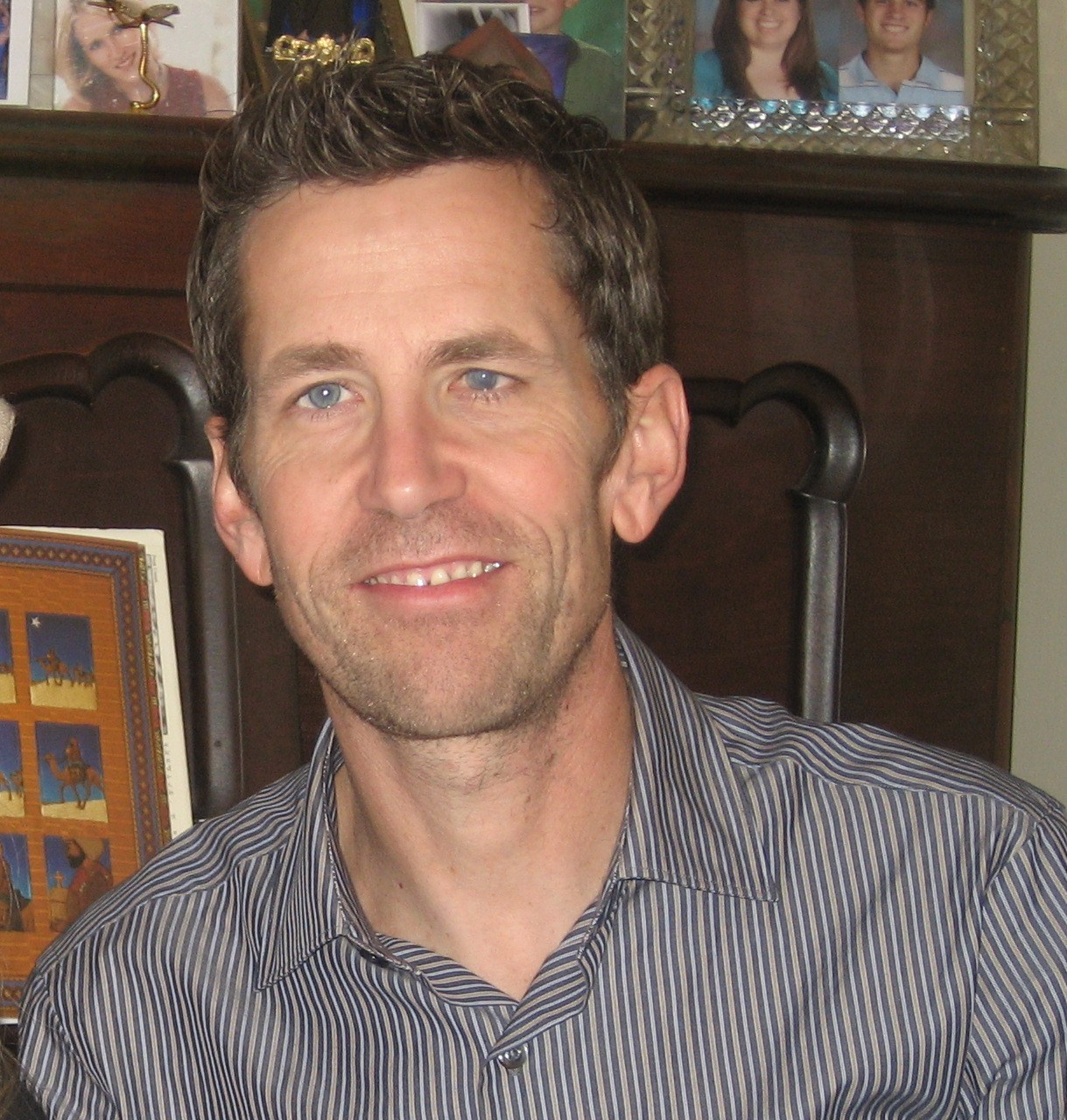
Jess Walter (2009)

Jess Walter (* 20. Juli 1965 in Spokane, Washington) ist ein US-amerikanischer Journalist und Schriftsteller.

## Leben
Jess Walter studierte an der Eastern Washington University. Anschließend arbeitete er als Journalist für Newsweek, Washington Post und die SpokesmanReview.
Bekannt wurde Walter durch das 1995 erschienene Sachbuch Every Knee Shall Bow, für das er den Vorfall um Randy Weaver am Ruby Ridge verarbeitete. Die Geschichte wurde bereits ein Jahr später mit dem Filmdrama Die Belagerung von Ruby Ridge verfilmt.
Walters erster Roman Over Tumbled Graves wurde 2002 unter dem Titel Sündenfall als Hardcover und 2003 unter dem Titel Stummes Echo als Taschenbuch beim Heyne Verlag verlegt.
Mit seiner Frau und den drei gemeinsamen Kindern lebt er in seinem Elternhaus in Spokane.

## Werke

### Romane (deutsche Übersetzungen)
- 2002: Sündenfall. Heyne Verlag, ISBN 3-453-21408-0 (Over Tumbled Graves, 2001)
- 2003: Stummes Echo. Heyne Verlag, ISBN 3-453-87024-7 (Over Tumbled Graves, 2001).
- 2005: Das Geständnis. Heyne Verlag, ISBN 3-453-43020-4 (The Land of the Blind, 2003).
- 2006: Die Agenda. Heyne Verlag, ISBN 3-453-43149-9 (Citizen Vince, 2005).
- 2013: Schöne Ruinen, Blessing, ISBN 3-89667-499-4 (Beautiful Ruins, 2012).
- 2014: Die finanziellen Abenteuer des talentierten Poeten, Blessing, ISBN 3-89667-518-4 (The financial lives of the poets, 2009).

### Romane (ohne deutsche Übersetzung)
- 2006: The Zero
- 2020: The Cold Millions

### Kurzgeschichten
- 2013: We live in Water

- 2022: The Angel Of Rome And Other Stories. Harpercollins, ISBN 978-0-06-286811-4.

### Sachbücher
- 1995: Every Knee Shall Bow
- 1996: In Contempt (gemeinsam mit Christopher Darden)